# Phyllosticta telopeae
Phyllosticta telopeae är en svampart som beskrevs av H.Y. Yip 1989. Phyllosticta telopeae ingår i släktet Phyllosticta och familjen Botryosphaeriaceae.   Inga underarter finns listade i Catalogue of Life.